# Grand Prix Bari 1951
 V. Grand Prix Bari (Gran Premio di Bari) byl 19. závod formule 1 a zároveň 13. nemistrovským závodem pořádaný v sezoně 1951.

## Výsledky
| Pozice | Jezdec                | Vůz               | Čas                                |
| ------ | --------------------- | ----------------- | ---------------------------------- |
| 1      | Juan Manuel Fangio    | Alfa Romeo 159    | 2:39'58.3"                         |
| 2      | Jose Froilan Gonzalez | Ferrari 375       | 2:41'11.0                          |
| 3      | Piero Taruffi         | Ferrari 500       | à 3 kola                           |
| 4      | Louis Rosier          | Talbot T26C-DA    | à 4 kola                           |
| 5      | Yves Giraud-Cabantous | Talbot T26C       | à 5 kol                            |
| 6      | Peter Whitehead       | Ferrari 125       | à 5 kol                            |
| 7      | Pierre Levegh         | Talbot T26C       | à 7 kol                            |
| 8      | Johnny Claes          | Talbot T26C-DA    | à 7 kol                            |
| 9      | Toulo de Graffenried  | Maserati 4CLT/48  | à 8 kol                            |
| Kolo   | Odstoupili            | -                 | Důvod                              |
| 39     | Robert Manzon         | Simca-Gordini T15 | mazání                             |
| 35     | Maurice Trintignant   | Simca-Gordini T15 | Písty                              |
| 31     | Luigi Villoresi       | Ferrari 375       | Olejová pumpa                      |
| 18     | Alberto Ascari        | Ferrari 375       | Oheň                               |
| 15     | Chico Landi           | Maserati 4CLT/48  | Těsnění pod hlavou                 |
| 12     | Harry Schell          | Maserati 4CLT/48  | Olej                               |
| 8      | Andre Simon           | Simca-Gordini T15 | Píst                               |
| 8      | Giuseppe Farina       | Alfa Romeo 159    | Píst                               |
| 6      | Antonio Branca        | Maserati 4CLT/48  | Olejová pumpa                      |
| 5      | Louis Chiron          | Talbot T26C       | Hlavové těsnění                    |
|        | Nestartoval           |                   | Důvod                              |
|        | Stirling Moss         | Ferrari 125       | Nehoda                             |
|        | Felice Bonetto        | Alfa Romeo 159    |                                    |
|        | David Murray          |                   | Náhradní pilot k Stirlingu Mossovi |

### Nejrychlejší kolo
- Juan Manuel Fangio Alfa Romeo 159 – 2:20.6

### Postavení na startu
|  | _______3_______ Froilan Gonzalez 2'21.6"      |                                                | _______2_______ Alberto Ascari 2'21.2"   |                                               | _______1_______ Juan Manuel Fangio 2'20.2" |
|  |                                               | _______5_______ Luigi Villoresi 2'22.8"        |                                          | _______4_______ Giuseppe Farina 2'21.6"       |                                            |
|  | _______8_______ Louis Rosier 2'32.0"          |                                                | _______7_______ Chino Landi 2'31.8"      |                                               | _______6_______ Louis Chiron 2'31.8"       |
|  |                                               | _______10_______ Yves Giraud-Cabantous 2.33.8" |                                          | _______9_______ Andre Simon 2'33.0"           |                                            |
|  | _______13_______ Pier Levegh 2'36.0"          |                                                | _______12_______ Robert Manzon 2'35.6"   |                                               | _______11_______ Piero Taruffi 2'34.2"     |
|  |                                               | _______15_______ Johnny Claes 2'37.0"          |                                          | _______14_______ Mauricie Trintignant 2'36.4" |                                            |
|  | _______18_______ Toulo de Graffenried 2'41.2" |                                                | _______17_______ Peter Whitehead 2'39.0" |                                               | _______16_______ Antonio Branca 2'38.2"    |
|  |                                               | _______20_______                               |                                          | _______19_______ Harry Schell 2'44.8"         |                                            |

| Pole position      | Vítězství          | Nej. kolo          |
| Juan Manuel Fangio | Juan Manuel Fangio | Juan Manuel Fangio |
| Alfa Romeo 159     | Alfa Romeo 159     | Alfa Romeo 159     |
| 2'20.2"            | 2:39'58.3"         | 2'20.6"            |
| *                  | 135.018 km/h       | 142,105 km/h       |
| ------------------ | ------------------ | ------------------ |